# Ambaixada romana (Mutina, 43 aC)
El Senat romà va enviar una ambaixada a Mutina l'any 43 aC.
Marc Antoni havia estat nomenat governador de Macedònia, però ell va canviar el destí per la Gàl·lia Cisalpina, on ja hi havia com a governador Dècim Juni Brut Albí, un dels assassins de Cèsar. Marc Antoni li va demanar que abandonés el càrrec però ell s'hi va resistir i el va haver de perseguir fins a Mutina. Ciceró va llegir uns discursos, les Filípiques criticant l'actuació hipòcrita de Marc Antoni, que aparentava reconciliar-se amb els assassins però després els perseguia i feia la seva voluntat com si fos un dictador. Ciceró també va instar al senat a traspassar el poder a Octavi.
El senat va enviar ambaixadors a Mutina amb ordres de demanar a Marc Antoni que renunciés al govern de la Gàl·lia Cisalpina. Marc Antoni va demanar a canvi el govern per cinc anys de la Gàl·lia Comata més sis legions, i es va negar a negociar la seva decisió. A la tornada de l'ambaixada el senat va emetre un senatus consultum ultimum i va anul·lar les decisions preses per Marc Antoni l'any anterior.
Aquesta ambaixada estava formada per un grup d'ambaixadors amb la missió de transmetre les decisions del Senat. El seu nomenament era considerat un gran honor i només es concedia a homes il·lustres.
En aquesta ocasió, l'any 43 aC, el senat va enviar a Mutina a negociar amb Marc Antoni a:
- Luci Calpurni Pisó Cesoní
- Luci Marci Filip
- Aule Hirti
- Gai Vibi Pansa